# Bob Maud
Robert Roy „Bob“ Maud (* 12. August 1946 in Johannesburg; † 15. März 2006 in Krugersdorp) war ein südafrikanischer Tennisspieler.

## Karriere
Bob Maud begann in einem jungen Alter mit dem Tennisspielen und erhielt früh Anerkennung für sein Können.
Bereits vor Beginn der Open Era feierte Maud eine Vielzahl an Erfolgen im Mixed mit unterschiedlichen Partnerinnen. So gewann er 1965 drei Turniere: in Bournemouth mit Glenda Swan, in Surbiton mit Billie Jean King und in Cheltenham mit Annette van Zyl. Auch später feierte er seine größten Erfolge im Mixeddoppel. 1968 holte er sich mit Lesley Turner den Titel in Ankara und mit Glenda Swan in Johannesburg. 1970 gewann er mit Peaches Bartkowicz in Manchester und seinen letzten Titel mit Ann Jones in Eastbourne. Im Mixed feierte er außerdem seinen größten Erfolg bei einem Grand-Slam-Turnier, als er mit Betty Stöve das Finale der US Open 1971 erreichte, das sie gegen Billie Jean King und Owen Davidson verloren.
Nach dem Beginn der Open Era stellten sich auch größere Erfolge im Einzel und Doppel ein. In der ersten Woche des Jahres 1968 erreichte Maud das Finale in Kapstadt, welches er gegen den Dänen Jan Leschly verlor. Im weiteren Jahresverlauf holte er sich die Einzeltitel in Durban und Hilversum. Im Folgejahr gewann er eine weitere Einzelkonkurrenz in Durban. Bei seiner letzten Finalteilnahme im Einzel musste er sich 1970 in Beckenham dem US-Amerikaner Clark Graebner geschlagen geben. Danach erreichte er 1973 in Philadelphia und 1974 in Monte-Carlo und Dublin bei drei weiteren Einzelturnieren die Halbfinalrunde.
Im Doppel erreichte er an der Seite von Frew McMillan in Sacramento zum ersten Mal ein Doppelfinale, nachdem er in diesem Jahr bereits bei drei weiteren Turnieren mit unterschiedlichen Partnern das Halbfinale erreicht hatte. In Sacramento wie auch bei den weiteren vier Finalpartien, die er in den nächsten beiden Jahren erreichte, mussten er und sein jeweiliger Doppelpartner eine Niederlage einstecken.
Mit 18 Jahren wurde Maud erstmals beim Davis Cup eingesetzt. Zwischen 1965 und 1969 trat Maud in sieben Begegnungen für die südafrikanische Davis-Cup-Mannschaft an und wurde ausschließlich im Einzel eingesetzt. Er gewann in dieser Zeit 8 von 10 Matches.
Nach 1975 spielte er kein hochklassiges Turnier mehr.

## Erfolge

### Einzel

#### Turniersiege
| Nr. | Datum           | Turnier   | Belag     | Finalgegner     | Ergebnis                  |
| --- | --------------- | --------- | --------- | --------------- | ------------------------- |
| 1.  | 24. Januar 1968 | Durban    | Hartplatz | Wilhelm Bungert | 3:6, 6:3, 6:4, 6:4        |
| 2.  | 28. Juli 1968   | Hilversum | Sand      | István Gulyás   | 7:9, 7:5, 6:0, 1:6, 13:11 |
| 3.  | 20. April 1969  | Durban    | Hartplatz | Julian Krinsky  | 8:6, 4:6, 6:1, 6:4        |

#### Finalteilnahmen
| Nr. | Datum          | Turnier   | Belag     | Finalgegner    | Ergebnis      |
| --- | -------------- | --------- | --------- | -------------- | ------------- |
| 1.  | 6. Januar 1968 | Kapstadt  | Hartplatz | Jan Leschly    | 6:3, 3:6, 6:8 |
| 2.  | 13. Juni 1970  | Beckenham | Rasen     | Clark Graebner | 4:6, 8:10     |

### Doppel

#### Finalteilnahmen
| Nr. | Datum              | Turnier      | Belag       | Partner         | Finalgegner              | Ergebnis           |
| --- | ------------------ | ------------ | ----------- | --------------- | ------------------------ | ------------------ |
| 1.  | 20. September 1971 | Sacramento   | Hartplatz   | Frew McMillan   | Jim McManus Jim Osborne  | 6:7, 3:6           |
| 2.  | 14. November 1971  | Bologna      | Teppich (i) | Frew McMillan   | Ken Rosewall Fred Stolle | 7:6, 2:6, 3:6, 3:6 |
| 3.  | 17. September 1972 | Montreal     | Teppich (i) | Ken Rosewall    | Tom Okker Marty Riessen  | 1:6, 6:4, 6:7      |
| 4.  | 25. März 1973      | Atlanta      | Teppich (i) | Andrew Pattison | Roy Emerson Rod Laver    | 6:7, 3:6           |
| 5.  | 25. November 1973  | Johannesburg | Hartplatz   | Lew Hoad        | Tom Okker Arthur Ashe    | 2:6, 6:4, 2:6, 4:6 |

### Mixed

#### Finalteilnahmen
| Nr. | Datum              | Turnier | Belag | Partnerin   | Finalgegner                    | Ergebnis |
| --- | ------------------ | ------- | ----- | ----------- | ------------------------------ | -------- |
| 1.  | 12. September 1971 | US Open | Rasen | Betty Stöve | Billie Jean King Owen Davidson | 3:6, 5:7 |